# Аюка
Аюка́, справжнє ім'я Аюши́ (1642, Джунгарія — 1724) — четвертий головний тайша калмиків, згодом — перший хан Калмицького ханства.
Син і наступник Мончака, онук Дайчина і правнук Хо-Урлюка; по материнській лінії — онук джунгарського хана Ердені Батур-хунтайджи.

## Життєпис
Народився 1642 року в Джунгарії, був старшим сином у сім'ї третього головного тайши калмиків Мончака. При народженні отримав ім'я Аюши (скорочено від імені будди довгого життя Амітаюса), проте в історію увійшов під ім'ям Аюка (внаслідок помилкового перекладу з тодо-бічиг). Дитячі роки провів у Джунгарії. В 1654 році разом з дідом Дайчином прибув у Поволжя.
У 1672 році після смерті свого батька Мончака, за підтримки своїх дядьків Дугара з братом Чиметом, Лоузана, Назар-Мамута й інших усунув свого головного конкурента на посаду головного тайши — двоюрідного брата Джалбу (Ялбу), звинувативши його в зраді і видавши в руки московського царя.
Владнавши внутрішні справи, Аюка з незначними силами здійснив марш-кидок з Поволжя на Алтай, де розбив військо тайши хошутів Аблая. Самого Аблая і його сина взяв у полон, а їхні землі приєднав до своїх володінь.
Російський історик Юрій Литкін писав:

| Насаджуючи розбрат і міжусобицю між своїми родичами, знесилював їх і забирав їх улуси; навіть хошутівські та дербетівські нойони мало-помалу повинні були підкорятися його владі, особливо коли Джунгарському Галдан-хунтайчжию вдалося знищити могутність Хошутівського Дому і взяти у 1676 році в полон Цецен-хана. Тоді з Джунгарії перекочували до торгоутів: у 1676 році Дорчжи-Рабтан, сестра Аюки, дружина Цецен-хана, з 1000 підвладних кибиток; потім дербетівські володарі Даян, Баамбуш та інші, а в 1687 році Цаган-Батур; незабаром підкорилися його впливу і діти дербетівського Солом-Церена. Аюка досяг своєї мети: став могутнім володарем приволзьких ойратів, ділив між володарями улуси, давав кому що хотів; при ставці його були посли від володарів улусів, у присутності яких навесні та восени визначались місця, де, якому нойону з його улусом літувати й зимувати — і суперечок про те не смів піднімати ні один володар. |
У 1672 році Аюка, зібравши спільно з дербетським тайшою Солом-Цереном близько 10 тисяч воїнів, здійснив похід на кримські улуси, розгромивши під Перекопом татар, захопивши багато худоби, а улуси і села знищив.
У 1674 році дербетський тайша Солом-Церен зі своїм сином Менко-Темиром прибув на Волгу, привівши із собою 4 тисячі кибиток і визнав верховну владу тайши Аюки.
У відносинах з Московським царством вів самостійну політику. Під час російсько-турецької війни 1676–1681 років. Діючи спільно з московською армією, калмики брали участь у боях на території України: в 1677 році 3000 калмиків брали участь у битві під Чигирином; влітку 1679 року калмики під проводом Мазан-батира брали активну участь у битві під Чугуєвом і Валуйками, а згодом спільно з запоріжцями під проводом Івана Сірка відкинули військо кримського хана Мурад-Гірея до Чорного моря.
Майже відразу по закінченні російсько-турецької війни в 1681 році калмики приєднались до повстання башкирів, увірвались до Казанського і Уфимського повітів, де громили московські села, захоплювали коней і худобу, а самих московитів брали в полон. Аби владнати конфлікт, до Аюки прибув астраханський воєвода князь Андрій Голіцин. Аюка визнав порушення попереднього договору з Московією і зобов'язався в подальшому не грабувати московські міста і села.
У 1690 році Далай-лама прислав Аюкі ханський титул, печатку та грамоту. Отримавши ханський титул, Аюка відчув себе самостійним господарем. Воював з дагестанцями, кумиками, кабардинцями, кубанцями, а потім самостійно укладав з ними перемир'я. У 1695–1696 роках 3000 калмиків брали участь в азовських походах Петра І.
У 1701 році Аюка посварився з синами, внаслідок чого частина їх відкочувала зі своїми улусами за Яїк і почали листування з Джунгарським володарем — Цеван-Рабтаном. Ворожнеча між синами Аюки від різних дружин тривали довго й закінчились відкочуванням калмиків у 1771 році. Після замаху на старшого сина Чакдорджапа, який був наступником Аюки на ханському престолі й одночасно командувачем всіма військами ханства, Аюка-хан змушений був рятуватися втечею в Яїцьке містечко. Лише втручання князя Бориса Голіцина, посланого царем Петром, змусило батька і старшого сина помиритись. Проте сварка викликала великий рух у калмицьких улусах.
У 1708 році казанський і астраханський губернатор Петро Апраксін схилив Аюку до переходу калмиків у московське підданство.